# Rockdale (Texas)
Rockdale è un comune (city) degli Stati Uniti d'America della contea di Milam nello Stato del Texas. La popolazione era di 5 595 abitanti al censimento del 2010. Si trova circa 41 miglia ad ovest di College Station.

## Geografia fisica
Rockdale è situata a 30°39′17″N 97°00′27″W (30.654674, -97.007439).
Secondo lo United States Census Bureau, la città ha una superficie totale di 10,74 km², dei quali 10,74 km² di territorio e 0 km² di acque interne (0% del totale).

## Storia
Nel 1873, la città si sviluppò mentre la International-Great Northern Railroad attraversava l'area. Rockdale prese il nome da roccia vicina che era alta 12 piedi e aveva una circonferenza di 20 piedi. Rockdale fu incorporata nel 1878.

## Società

### Evoluzione demografica
Secondo il censimento del 2010, la popolazione era di 5 595 abitanti.

### Etnie e minoranze straniere
Secondo il censimento del 2010, la composizione etnica della città era formata dal 72,56% di bianchi, il 13,35% di afroamericani, lo 0,89% di nativi americani, lo 0,63% di asiatici, lo 0% di oceanici, il 10,08% di altre razze, e il 2,48% di due o più etnie. Ispanici o latinos di qualunque razza erano il 28,24% della popolazione.